# Deseo
Deseo är en udde i Antarktis. Den ligger i Västantarktis. Argentina, Chile och Storbritannien gör anspråk på området.
Terrängen inåt land är huvudsakligen platt, men västerut är den kuperad. Havet är nära Deseo österut. Trakten är obefolkad. Det finns inga samhällen i närheten.